# Oficina de las Naciones Unidas para la Coordinación de Asuntos Humanitarios

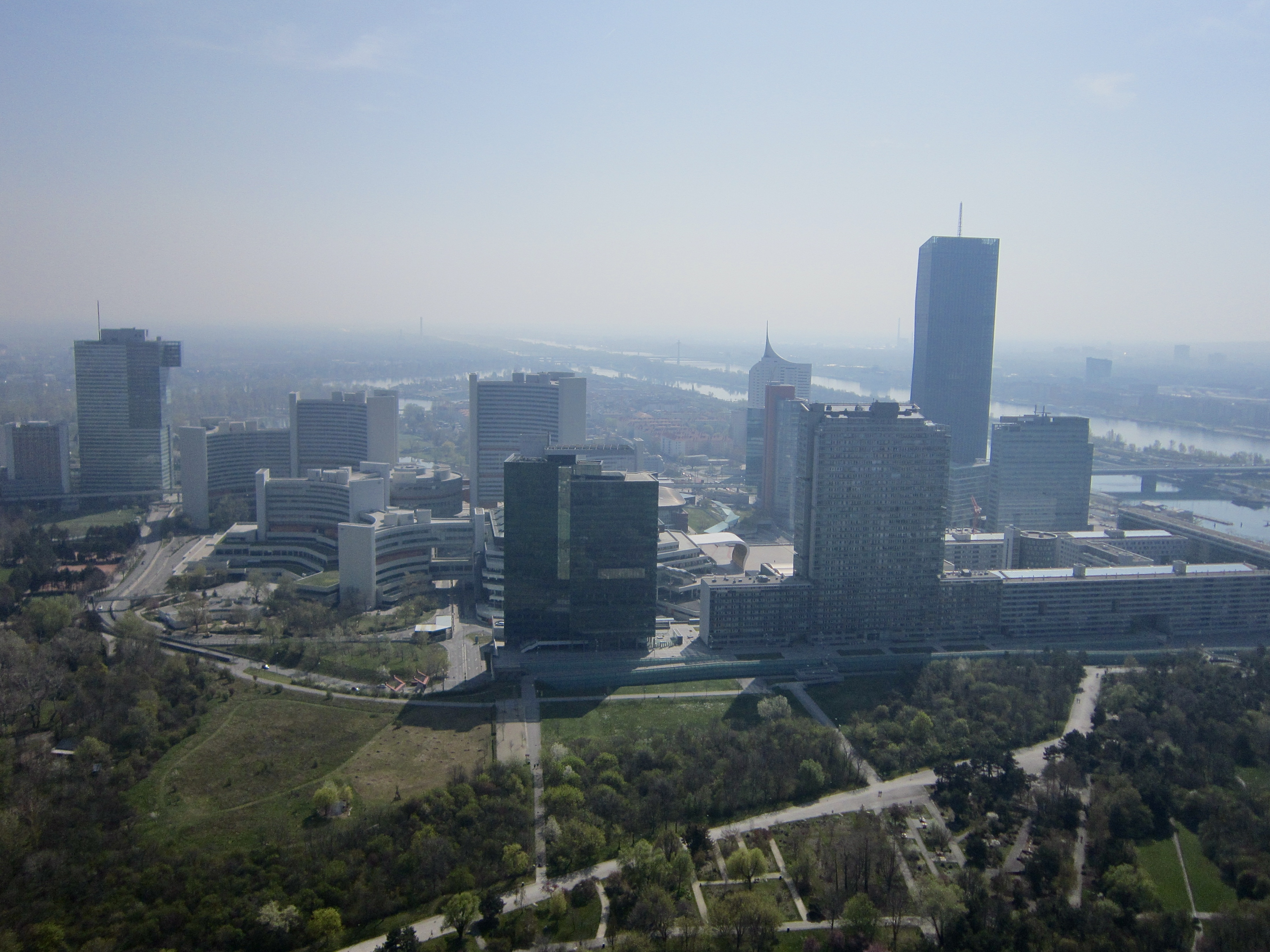
Oficina de la ONU en Viena

La Oficina de las Naciones Unidas para la Coordinación de Asuntos Humanitarios (OCAH u OCHA por sus siglas en inglés), es una dependencia de la Secretaría General de las Naciones Unidas creada en diciembre de 1991 por la Resolución 46/182 de la Asamblea General. La resolución tiene por objetivo el mejorar la respuesta de la ONU a emergencias complejas y desastres naturales y reemplazó a la Oficina de la Naciones Unidas para la Coordinación de Respuestas a Desastres, que existía desde 1972. OCAH fue el resultado de la reorganización, en 1998 de la antigua oficina con el fin de focalizarse en desastres mayores. El mandato de la OCAH se expandió para incluir la coordinación de respuestas de carácter humanitario, desarrollo político y apoyo a las actividades humanitarias por ayuda humanitaria.
El personal de la OCAH es de más de 1000 personas, distribuidas entre las sedes principales en Nueva York (Estados Unidos) y Ginebra (Suiza), 7 oficinas regionales, 24 oficinas de campo en África, América Latina y el Caribe, Europa, Oriente Medio y Asia.
Su presupuesto en 2008 fue de cerca de 170 millones de dólares estadounidenses, en su mayoría proveniente de los Estados miembros de la ONU y de donantes. OCAH es dirigida por el Subsecretario Para Coordinación de Asuntos Humanitarios y Respuesta a Emergencias, actualmente Mark Lowcock.
Para apoyar el cubrimiento noticioso a los asuntos humanitarios, OCAH ha fundado dos centros de noticias con objetivos complementarios: IRIN y ReliefWeb.